# Hrînkî, Lanivți
Hrînkî (în ucraineană Гриньки) este localitatea de reședință a comunei Hrînkî din raionul Lanivți, regiunea Ternopil, Ucraina.

## Demografie
Componența lingvistică a localității Hrînkî
     Ucraineană (99,62%)
Conform recensământului din 2001, majoritatea populației localității Hrînkî era vorbitoare de ucraineană (99,62%), existând în minoritate și vorbitori de alte limbi.